# Leme (Rio de Janeiro)
Pour les articles homonymes, voir Leme (homonymie).
Leme est un quartier de la zone sud de la ville de Rio de Janeiro, situé à l'extrémité nord de la plage de Copacabana.
On y trouve l'hôtel Windsor Atlantica, ancien hôtel Le Méridien, qui accueille une cascade de feux d'artifice à chaque réveillon.

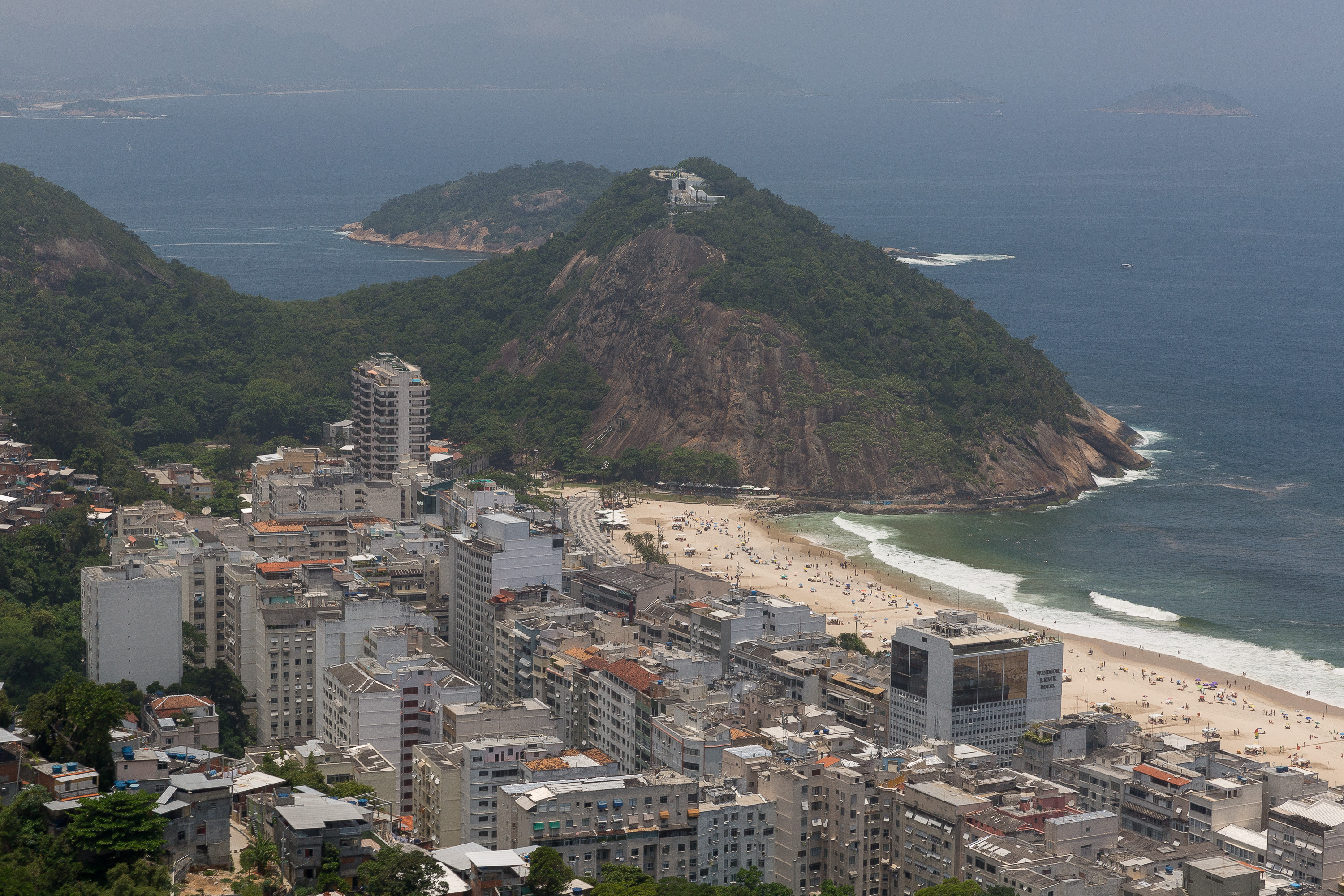